# 円光寺雅彦
円光寺 雅彦（えんこうじ まさひこ、1954年9月16日 - ）は、日本の指揮者。

## 人物・来歴
東京生まれ。桐朋学園大学指揮科卒業。指揮を斎藤秀雄、ピアノを井口愛子に師事。1980年、ウィーン国立音楽大学に留学、オトマール・スウィトナーに師事。
東京フィルハーモニー交響楽団副指揮者を経て、1986年より1991年まで同楽団指揮者。
1989年より1999年まで、仙台フィルハーモニー管弦楽団常任指揮者を務め、ブラームスの交響曲第1番などの録音を残す。
1998年より2001年まで、札幌交響楽団正指揮者。
2011年より2019年まで、名古屋フィルハーモニー交響楽団正指揮者。
NHK交響楽団、大阪フィルハーモニー交響楽団、読売日本交響楽団など日本各地のオーケストラに客演。レパートリーも幅広く、名曲やトークを交えた演奏会も数多く任されている。
海外では、プラハ交響楽団、BBCウェールズ交響楽団、ベルゲン・フィルハーモニー管弦楽団などに客演。